# Eiji Bandō
Eiji Bandō (板東 英二, Bandō Eiji), né le 5 avril 1940, est un acteur, animateur de télévision et ancien joueur de baseball japonais. Il a joué en tant que lanceur de Chunichi Dragons entre 1959 et 1969.

## Œuvres

### Filmographie sélective
- 1988 : Chichi (父?) de Keisuke Kinoshita : Kikutaro Higure
- 1989 : Les Copains d'abord (あ・うん, A un?) de Yasuo Furuhata : Senkichi Mizuta
- 1994 : Les 47 Rōnin (四十七人の刺客, Shijūshichinin no shikaku?) de Kon Ichikawa
- 1999 : Poppoya (鉄道員?) de Yasuo Furuhata
- 2006 : Baruto no gakuen (バルトの楽園?) de Masanobu Deme

### Singles
- « Moeyo Dragons! » - 1974

### Information
- Doyō Daisuki! 830 (Kansai TV) - 1987–1997

### émissions de variétés
- Sunday Dragons (CBC) - 1983––présent
- Kisekitaiken! Unbelievable (Fuji TV) - 1997–1998

### Jeux
- Sekai fushigi hakken! (TBS) - 1986––présent
- Magical Brain Power!! (Nippon TV) - 1990–1999, 2001

## Récompenses et distinction
- 1989 : Nikkan Sports Film Award du meilleur acteur dans un second rôle pour son interprétation dans A un
- 1990 : Japan Academy Prize du meilleur acteur dans un second rôle pour son interprétation dans A un
- 1990 : Blue Ribbon Award du meilleur acteur dans un second rôle pour son interprétation dans A un